# Colletes mackieae
Colletes mackieae är en biart som beskrevs av Cockerell 1932. Colletes mackieae ingår i släktet sidenbin, och familjen korttungebin. Inga underarter finns listade i Catalogue of Life.